# Central nuclear de Jinshan
La Central nuclear de Jinshan o Chin Shan (en chino: 金山核能發電廠) es una planta de energía nuclear en Shimen, Nueva Taipéi, Taiwán. Encargada en 1978 con su primer reactor nuclear, la planta es la estación de energía nuclear más antigua y más pequeña de Taiwán. La planta de energía puede generar nueve mil millones de kWh de electricidad al año. Taipower, como el operador de la central, recibió una solicitud del Centro de Radiación del parlamento local para que en 2018 se concreten los planes de desmantelamiento de la planta.